# Ligatură (tipografie)

Exemple de ligaturi

În tipografie, o ligatură este o liniuță ce unește două litere (de exemplu s și t din imagine), sau un caracter ce rezultă din unirea a două sau mai multe litere, de exemplu œ. În alfabetul latin s-au făcut multe ligaturi în manuscrisele medievale, din motive estetice sau din necesitatea de a economisi materialul suport al scrierii, ori timp de lucru. După introducerea tiparului în Europa, în secolul al XV-lea, s-a continuat practicarea ligaturilor în tipărituri. Există ligaturi vechi folosite și astăzi. În cazul caracterelor, unele sunt numai estetice, adică literele care stau la originea lor corespund fiecare unui fonem. O asemenea ligatură este &, care provine din legarea literelor e și t ale conjuncției latinești et „și”. Ligaturile au fost și o cale de a crea litere pentru transcrierea unor foneme specifice unor limbi, de pildă, în limba franceză œ, ce redă vocala /œ/, în limba germană w (din v v) pentru /v/, în limba daneză æ (din a e) pentru /ɛ/.